# Комедія помилок
«Комедія помилок» (англ. The Comedy of Errors) — одна з ранніх п'єс англійського письменника Вільяма Шекспіра, перша з його комедій. При житті драматурга ніколи не видавалась й вперше була надрукована в посмертному фоліо. Відомо, що комедія йшла на сцені вже до 1594 року. Текст п'єси дозволяє дослідникам творчості драматурга припускати, що її було написано біля 1591 року.
«Комедія помилок» — одна з найкоротших п'єс Шекспіра (1777 рядків) й єдина (за винятком «Бурі»), що відноситься до «класичних». У ній дотримано єдність часу — всі події відбуваються в один день — й, в узагальненому сенсі, єдність місця — всі події відбуваються в одному місті.

## Сюжет
Сиракузький купець Еґеон був змушений від'їхати у справах до Епідамну. Його вагітна дружина Емілія за шість місяців неочікувано слідує за ним й народжує по прибутті двох синів-близнюків. В той самий час в тому ж будинкові в однієї з біднячок також народжуються сини-близнюки. Еґеон купує їх у батьків, аби виховати слуг своїм синам. Невдовзі сім'я вирішує повернутися додому, але корабель потрапляє в бурю. Тоді Еґеон та Емілія беруть по одному синові та слузі й прив'язуються до запасних щогл. Після бурі їх підібрали моряки: Еґеона врятував корабель з Епідавра, а Емілію — корабель з Коринфа.
Через вісімнадцать років Антіфол Сиракузький, брат-близнюк, вихований Еґеоном, вирушає в світ на пошуки свого брата, взявши з собою лише слугу. Ще за п'ять років доля приводить його до Ефесу, де саме й живе його загублений брат.
Весь сюжет п'єси побудовано на фарсовій основі. Через зовнішню схожість персонажі п'єс весь час плутають близнюків між собою: дружина Антіфола Ефеського запрошує на обід брата чоловіка, вважаючи його за свого чоловіка, Дроміо виконують накази одного з Антіфолів, а про виконання доповідають іншому тощо…

## Дійові особи
Серед імен персонажів змішано латинські (Антіфол, Еґеон) та італійські (Анджело, Бальтазар) форми. Єдине ім'я зі значенням — Пінч: англ. pinch — «ущемлення, скрутне становище».
- Солін, герцог Ефеський.
- Еґеон, сиракузький купець.
- Антіфол Ефеський, Антіфол Сиракузький, брати-близнюки, сини Еґеона та Емілії.
- Дроміо Ефеський, Дроміо Сиракузький, брати-близнюки, слуги двох Антіфолів.
- Бальтазар, купець.
- Анджело, ювелір.
- Перший купець, друг Антіфола Сиракузького.
- Другий купець, кредитор Анджело.
- Пінч, шкільний вчитель.
- Емілія або Іґуменія — дружина Еґеона, абатеса монастиря в Ефесі.
- Адріана, дружина Антіфола Ефеського.
- Люціана, її сестра.
- Люція, служниця Адріани.
- Куртизанка

Тюремник, пристави, свита, слуги

## Прототипи комедії
В основу сюжету комедії лягла п'єса римського драматурга Плавта «Два менехми», але також Шекспіром було додано елементи з інших комедій автора: наприклад, з «Амфітріона» було взято другу пару близнюків — слуг.

## Історія постановок
Перші відомі постановки цієї комедії Шекспіра відбулись 1594 року на закритій виставі в залі зборів лондонських юристів, 1604 року — в придворному театрі Якова I. Інформації, яка б підтвердила, що дана п'єса йшла на сценах публічних театрів, нема.
- 1949 — Московський академічний театр Сатири, постановка Валерія Евальдовича Краснянського.
- 1983 — ТЮГ імені Брянцева, Ленінград, режисер — Корогодський Зіновій Якович.
- 17 вересня 2024 - Київський національний академічний Молодий театр, режисер Андрій Білоус.

### Кінематограф
За сюжетом даної шекспірівської п'єси знято декілька фільмів:
- 1967 — польський фільм «Комедія помилок» (Komedia z pomyłek) (режисер - Єжи Зажицькі);
- 1977 — радянський фільм «Комедія помилок» (Вадим Гаузнер);
- індійський фільм «Ангур»;
- 2008 року було знято новий фільм, режисером якого виступив Кері Коллінз.